# Doto furva
Doto furva is een slakkensoort uit de familie van de Dotidae. De wetenschappelijke naam van de soort is voor het eerst geldig gepubliceerd in 1984 door Garcia J.C. & Ortea.